# Chiesa di San Vitale (Ceggia)
La chiesa di San Vitale è la parrocchiale di Ceggia, in città metropolitana di Venezia e diocesi di Vittorio Veneto; fa parte della forania di Torre di Mosto.

## Storia

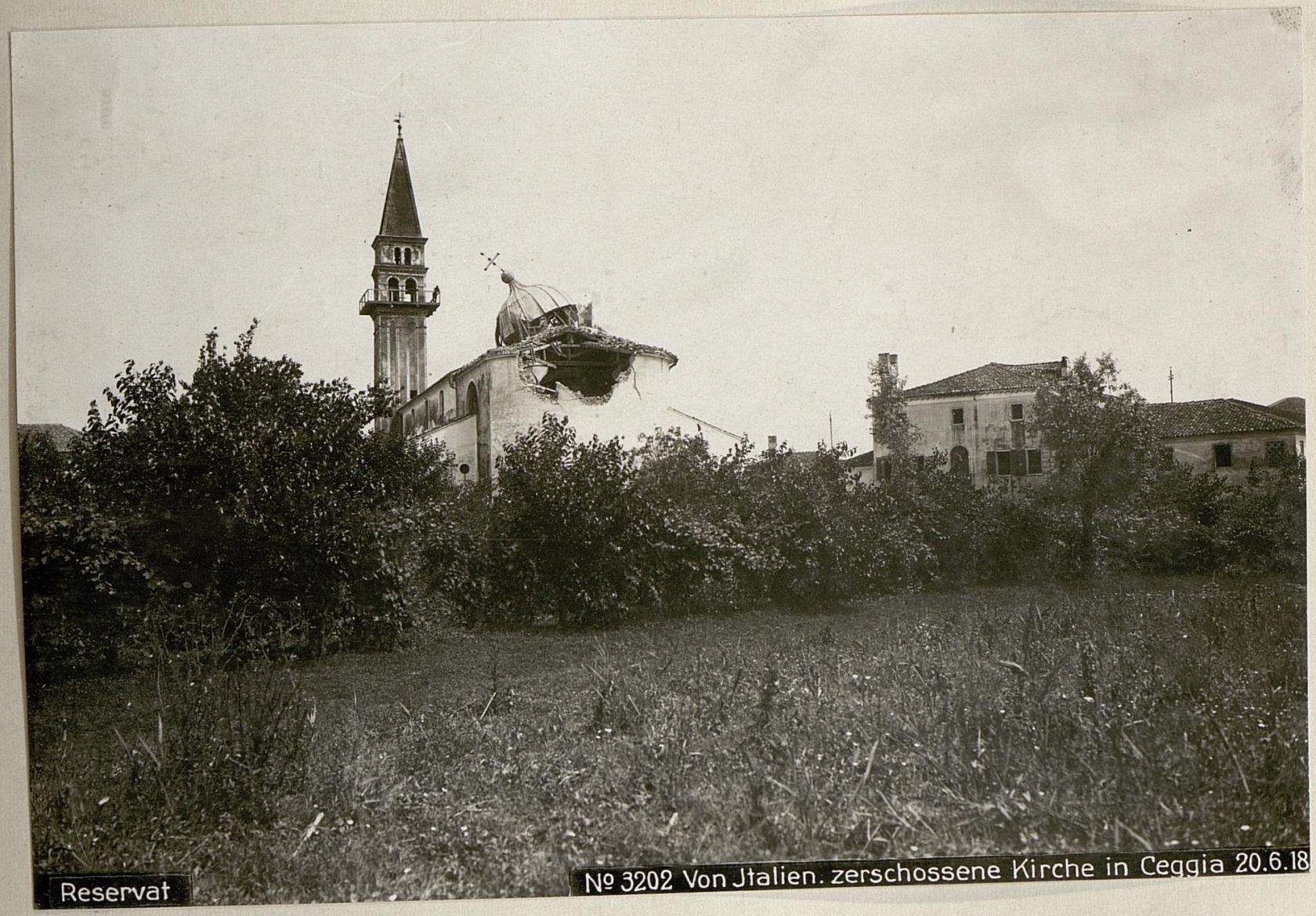
La cupoletta distrutta durante i bombardamenti

La prima citazione di un edificio di culto a Ceggia risale al 1334; da un documento del 1474 s'apprende che era una piccola cappella e che versava in pessime condizioni.
 Questa chiesa era, all'origine, filiale della pieve di San Bartolomeo Apostolo di Chiarano, ma nel 1506 è menzionata come parrocchiale.

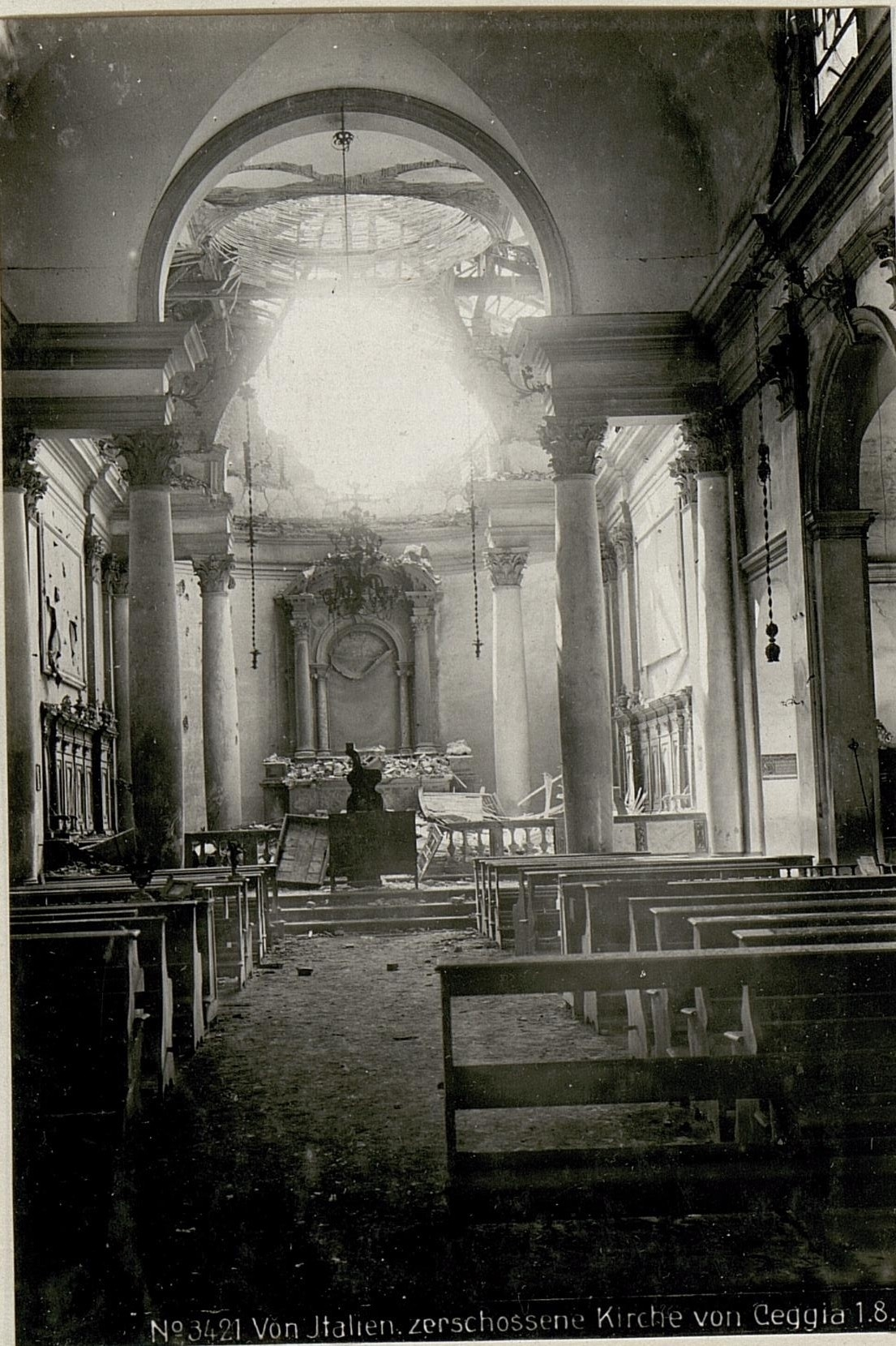
L'abside distrutta durante i bombardamenti della prima guerra mondiale

Il 3 gennaio 1513 la cura d'anime fu affidata ai canonici regolari del Santissimo Salvatore di Venezia da papa Leone X; nel 1773 la parrocchia ritornò al clero diocesano di Ceneda.

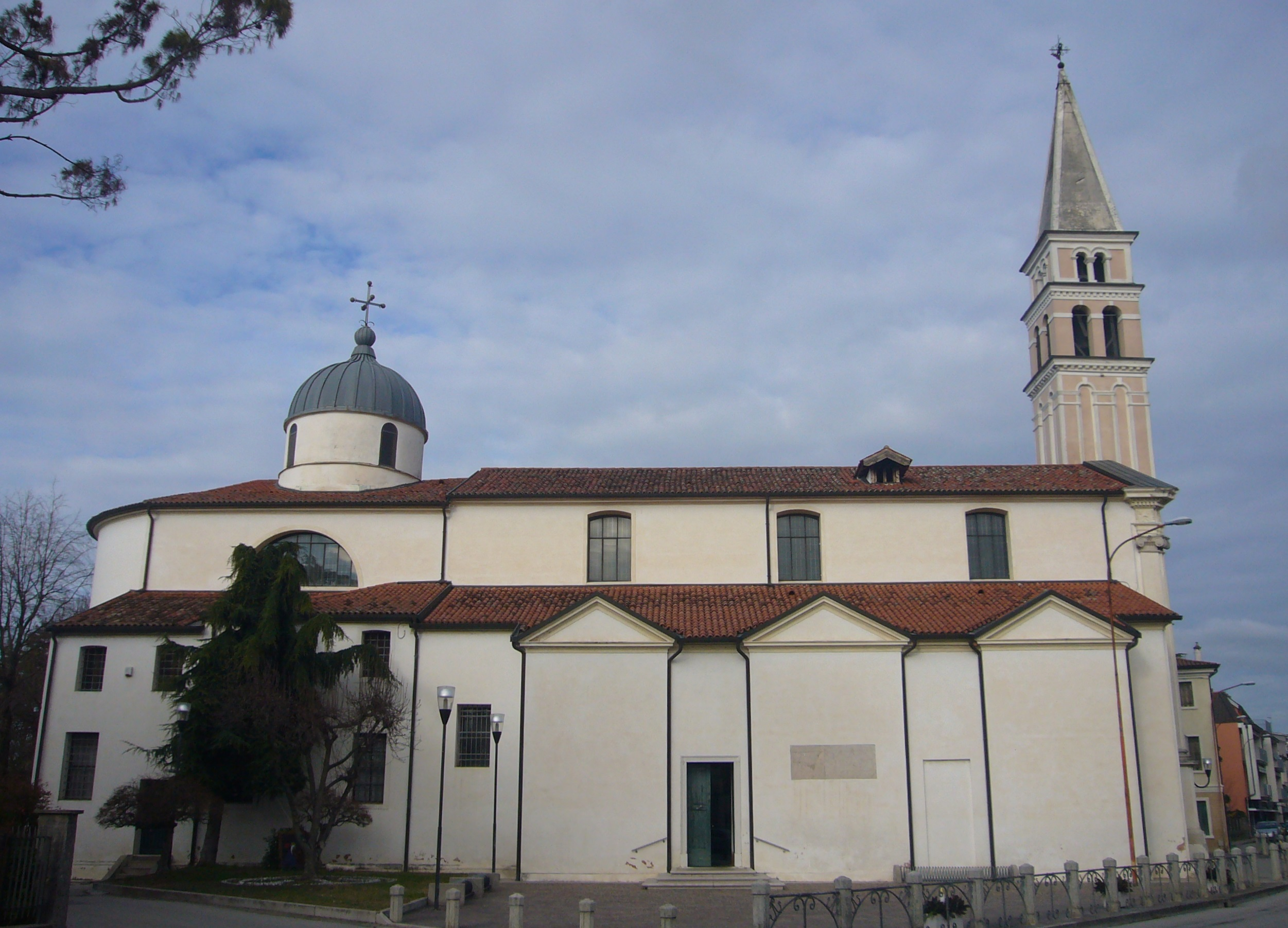
Il fianco della chiesa

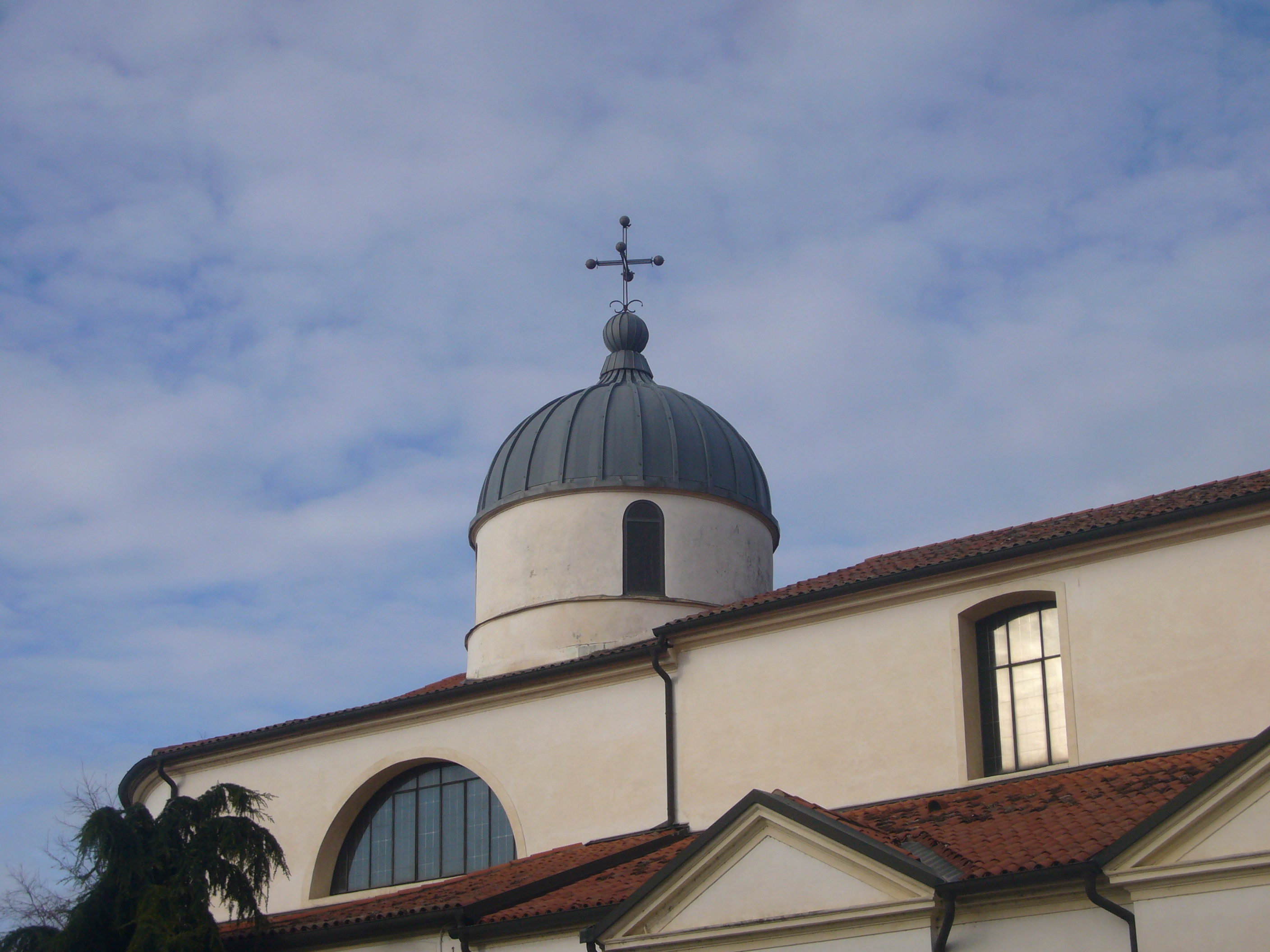
La cupoletta

La chiesa venne riedificata verso la fine del XVIII secolo.
Tra il 1871 ed il 1873 la struttura subì importanti lavori di ampliamento e restauro, in occasione dei quali la pianta della parrocchiale fu ruotata di 180° con l'allungamento della navata, la sostituzione dell'abside, e la formazione della nuova facciata addossata al campanile.. 
Il 4 maggio del 1873 venne impartita dal vescovo Corradino Maria Cavriani la consacrazione. 
L'edificio fu dotato delle navate laterali nel 1906. 
Subì gravi danni durante la prima guerra mondiale, con il crollo della cupoletta e la distruzione di parte del presbiterio, in seguito ai quali dovette essere ristrutturata tra il 1918 ed il 1919 e riconsacrata nel 1921. Nel 2007 l'edificio subì un crollo strutturale con il distacco di cornicioni e parte degli affreschi con danni che richiesero un intervento di restaturo conservativo con contributo economico da parte della Soprintendenza, nonché della regione Veneto.

## Descrizione

### Esterno
La facciata preceduta dal campanile, è tripartita da tre paraste che hanno un'alta zoccolatura e terminanti con capitelli ionici, e da un timpano triangolare con oculo. Il lato sinistro è nascosto dal campanile e il destro presenta la struttura della navata, di altezza inferiore con un'apertura a bifora centinata e un piccolo oculo centrale.
La parete esterna meridionale conserva due bassorilievi in marmo risalenti al VII e VIII secolo provenienti da plutei o sarcofagi raffiguranti un cervo che beve a un corso d'acqua e rosoni che si alternano con la raffigurazione di palme, provenienti probabilmente da Cittanova. I due rilievi sono stati uniti e formano un unico blocco.

### Interno
Tra le opere di pregio conservate all'interno della chiesa vi è il grande affresco del soffitto della navata centrale, raffigurante il Martirio e gloria di San Vitale, dipinto attribuito a Giovan Battista Canal che rimase integro malgrado i danni subiti dalla chiesa durante i bombardamenti della primo conflitto mondiale; il dipinto però non è più leggibile nella sua visione originale, essendo variato l'asse della chiesa durante il rifacimento della fine del XVIII secolo che ne ha variato l'orientamento, e quindi la visione stessa dell'affresco.

La chiesa conserva inoltre l'affresco dell'Immacolata, eseguito nell'Ottocento da Giacomo Casa, la pala dell'altare maggiore con soggetto San Vitale, realizzata da Alessandro Toniolo, e sulla parete del coro la Deposizione di Paolo de Lorenzi da Soligo. Del medesimo artista, che ne faceva da pendant, vi era il dipinto raffigurante la Natività rubato, col altri sette dipinti nel 1918 dall'esercito austriaco..